# Фаянс вдовы Перрен
Фаянс вдовы Перрен, Фабрика вдовы Перрен (фр. La faïence de Veuve Perrin, La fabrique Veuve Perrin) — марка французского фаянса, который изготавливали в Марселе, юго-восточная Франция, в середине и второй половине XVIII века.

## История
Владелицей фабрики по производству фаянсовых изделий была Пьеретта Кандело (1709—1794), дочь Бенин Ришар и Жана Игнаса Кандело, мастера по производству шёлка. Семья переехала в Марсель, скорее всего, после чумы 1720 года, которая привела к притоку населения после значительной смертности, вызванной этой эпидемией.
Пьеретта вышла замуж 23 ноября 1736 года за потомственного мастера-керамиста Клода Перрена, происходившего из семьи фаянсовых мастеров города Невера, одного из основных центров производства французских фаянсовых изделий, наряду с Руаном и Страсбургом. У них было шестеро детей. С 1743 года Клод Перрен руководил гончарной мастерской, принадлежавшей Пьеру Фабру, но 25 марта 1748 года Клод Перрен внезапно скончался в возрасте 52 лет. Ещё он владел небольшой гончарной мастерской. Унаследовав мастерскую, Пьеретта Кандело позднее известная как «Вдова Перрен», стала предпринимательницей и открыла новую фабрику, изготавливавшую простую керамическую посуду для населения Марселя.
Пьеретта Кандело привлекла к работе живописцев Оноре Сави (в 1765 году он основал собственную фабрику), Жозефа Робера и других художников. 1 января 1774 года, в возрасте 75 лет, вдова Перрен создала новое успешное предприятие со своим сыном Жозефом и художником-эмальером Антуаном Абелларом, сыном Франсуа Абеллара и Анны Клерисси, дочери Антуана Клерисси (1672—1752), фаянсового мастера в Сен-Жан-дю-Десер, а затем прикупила ещё одну фабрику.
21 ноября 1794 года 85-летняя Пьеретта Кандело скончалась в своем доме в Марселе. Её сын Жозеф Перрен взял на себя управление фабрикой, но революционная эпоха привела к окончательному упадку всех предприятий Марселя. Позднее непосильная конкуренция с более привлекательным фарфором, также сыграла роковую роль. Фаянсовая фабрика Жозефа Перрена окончательно закрыла свои двери в конце 1803 года.

## Художественный стиль и мотивы декора изделий фабрики вдовы Перрен
Изделия марсельской фабрики Перрен представляли «самый лучший и оригинальный французский фаянс, декорированный с помощью муфельных красок». «Муфельными» называют краски для росписи фаянса и фарфора, дающие наиболее широкую палитру цветов, но неспособные выдержать высокую температуру обжига, поэтому их обжигают в специальных муфельных печах с относительно невысокой температурой. Это итальянское изобретение для полихромной росписи майолики с успехом применяли в Марселе, Невере и Руане. Однако именно марсельские живописцы «привнесли в свои изделия свежие идеи, используя природные мотивы, изображения морской фауны: рыб, дельфинов, морских коньков, рыболовных сетей, а также цветов, сельских пейзажей и композиции типа шинуазри (китайщины)».
Фабрика выпускала множество предметов столовой посуды: блюда, тарелки, безели, террины (удлинённые миски с крышками), бульонники, сахарницы, горчичники, маслёнки, «вазы-холодильники», горшки, чайники, сливочники, или молочники, чашки, блюдца. А также декоративные изделия, такие как вазы разных форм, фонтаны, подсвечники, настольные украшения.
Особую группу составляют изделия с доминированием жёлтого цвета и разнообразными цветочными композициями. К этой категории можно отнести также фаянсовую посуду с масонскими эмблемами с жёлтыми картушами по борту, внутри которых изображены масонские атрибуты: циркуль, треугольник, уровень с отвесом. Характерными мотивами декора были также пейзажи южной Франции по гравюрам художников Марсельской академии художеств и мотивы с цветами и бабочками: в центре розочки с золотистыми насекомыми, бабочками и стрекозами по борту.

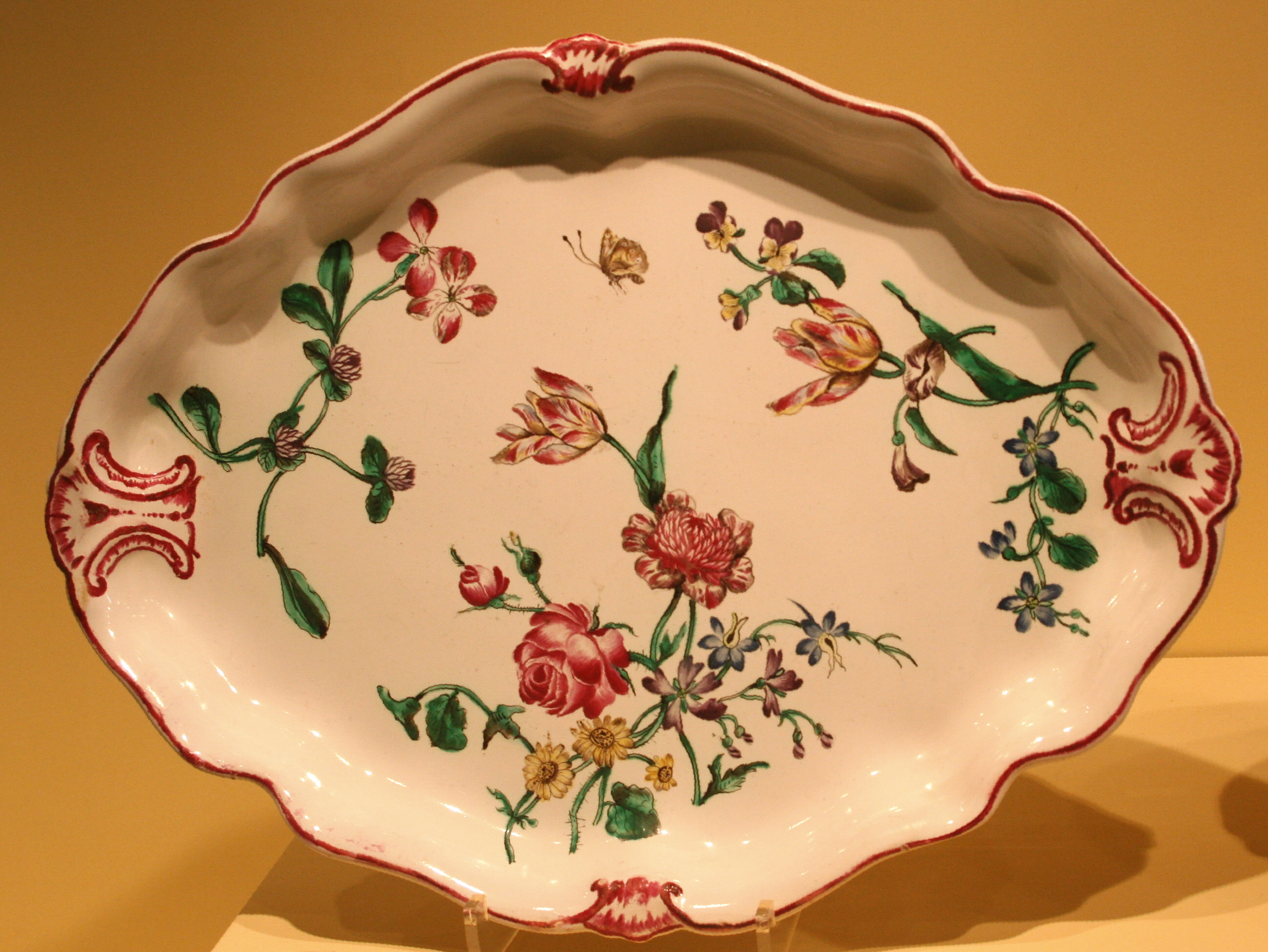
Поднос
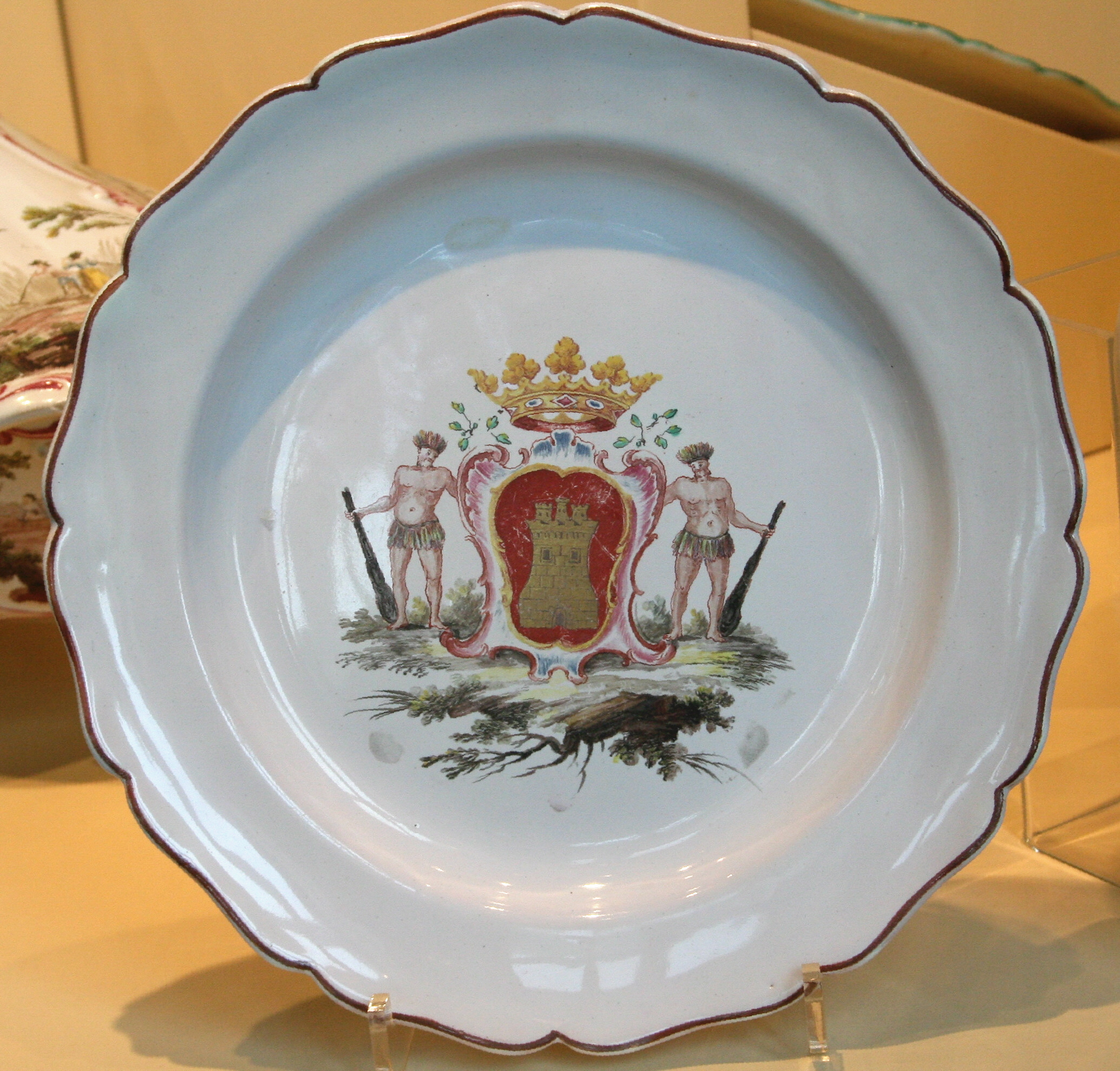
Блюдо с гербом
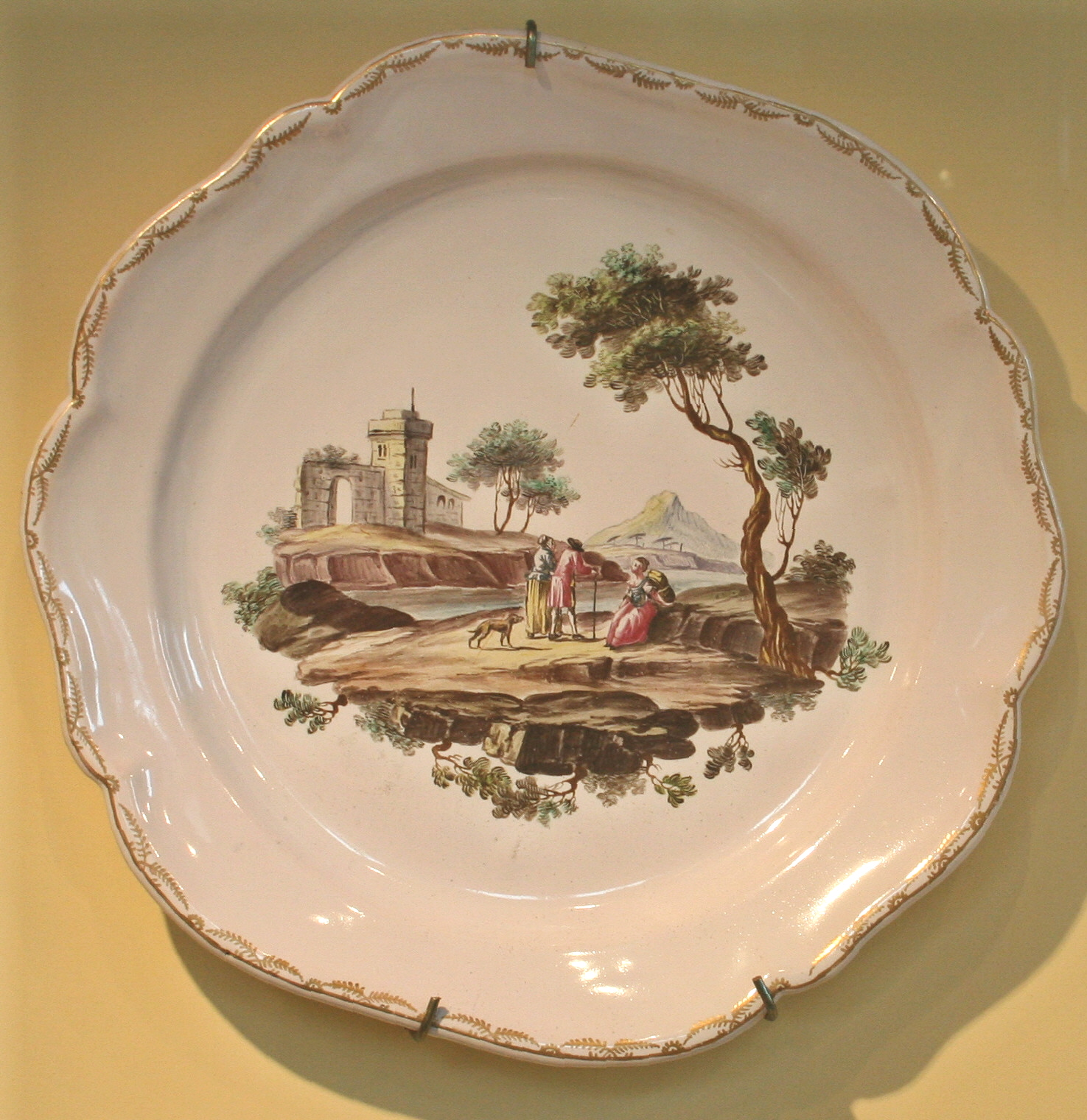
Тарелка с пасторальным пейзажем
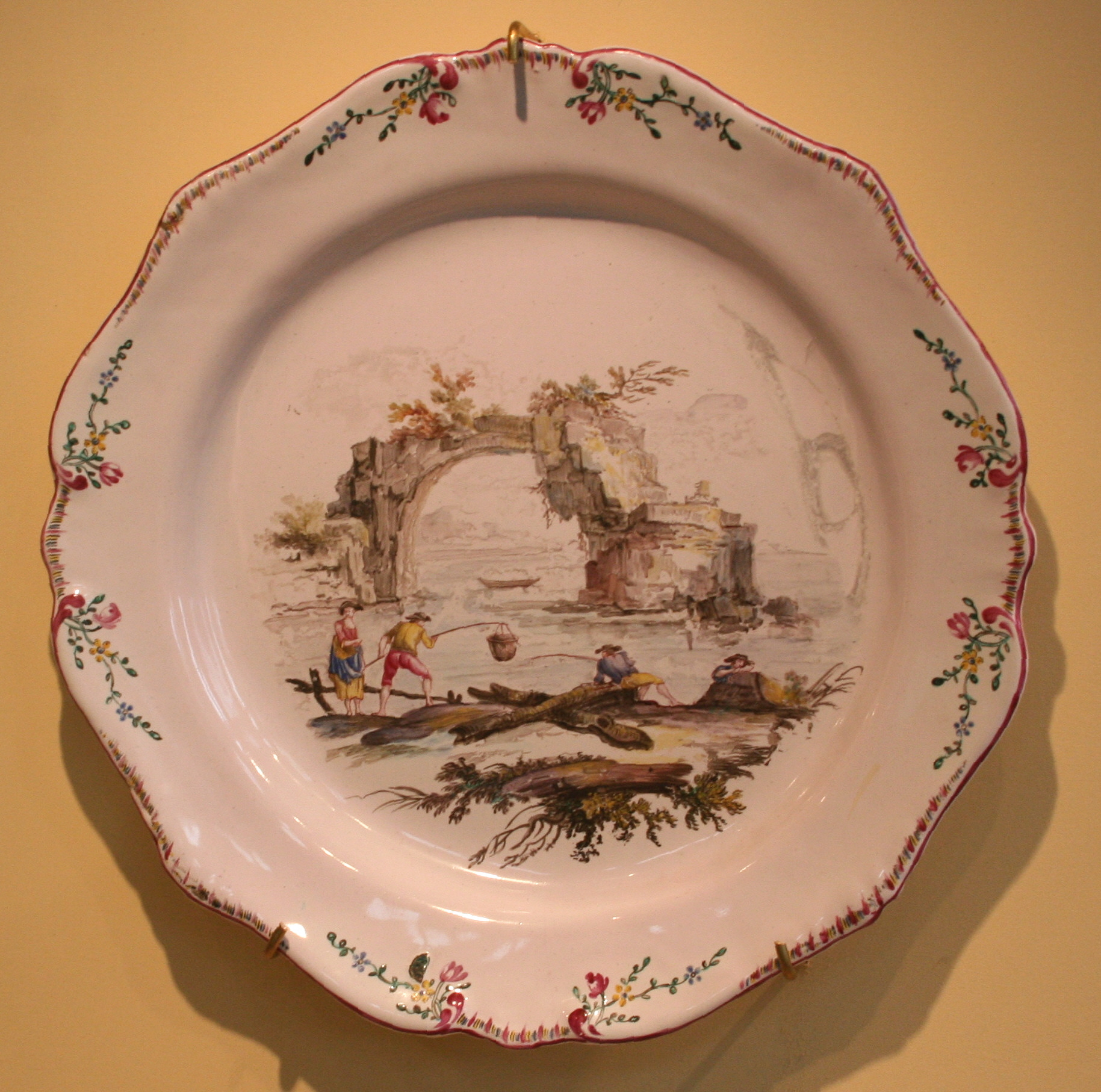
Тарелка с пейзажем с руинами
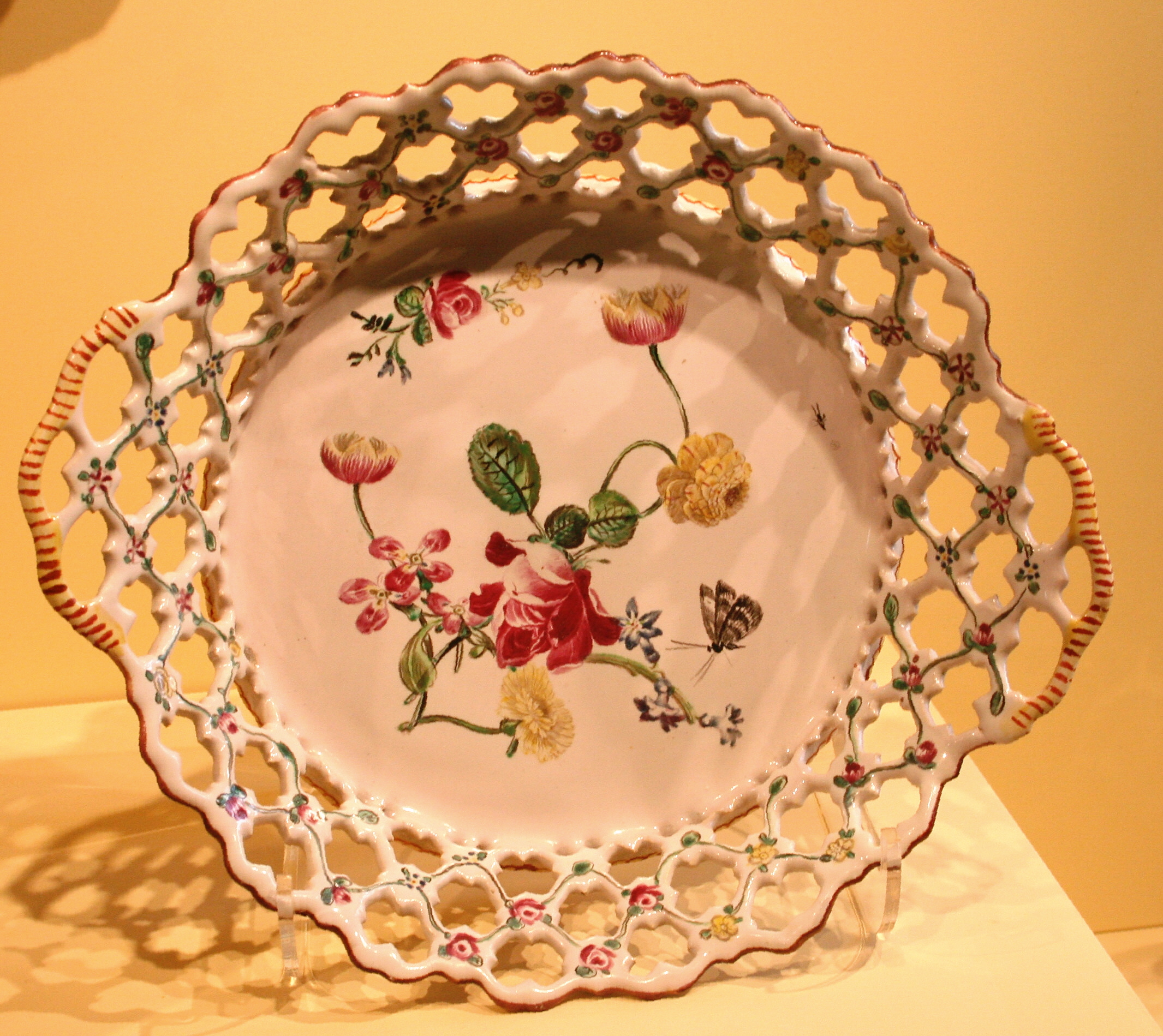
Корзинка
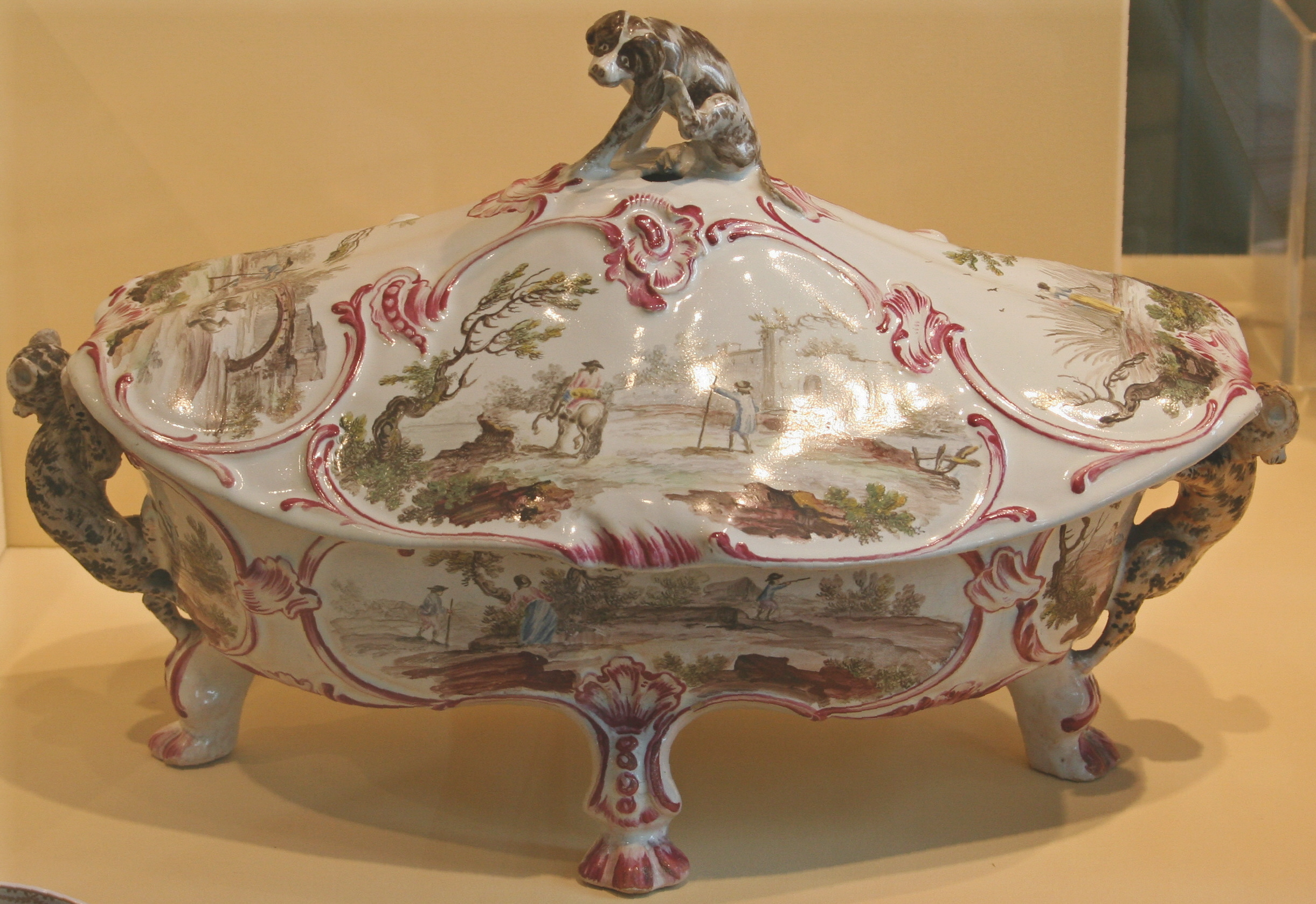
Террина (миска)
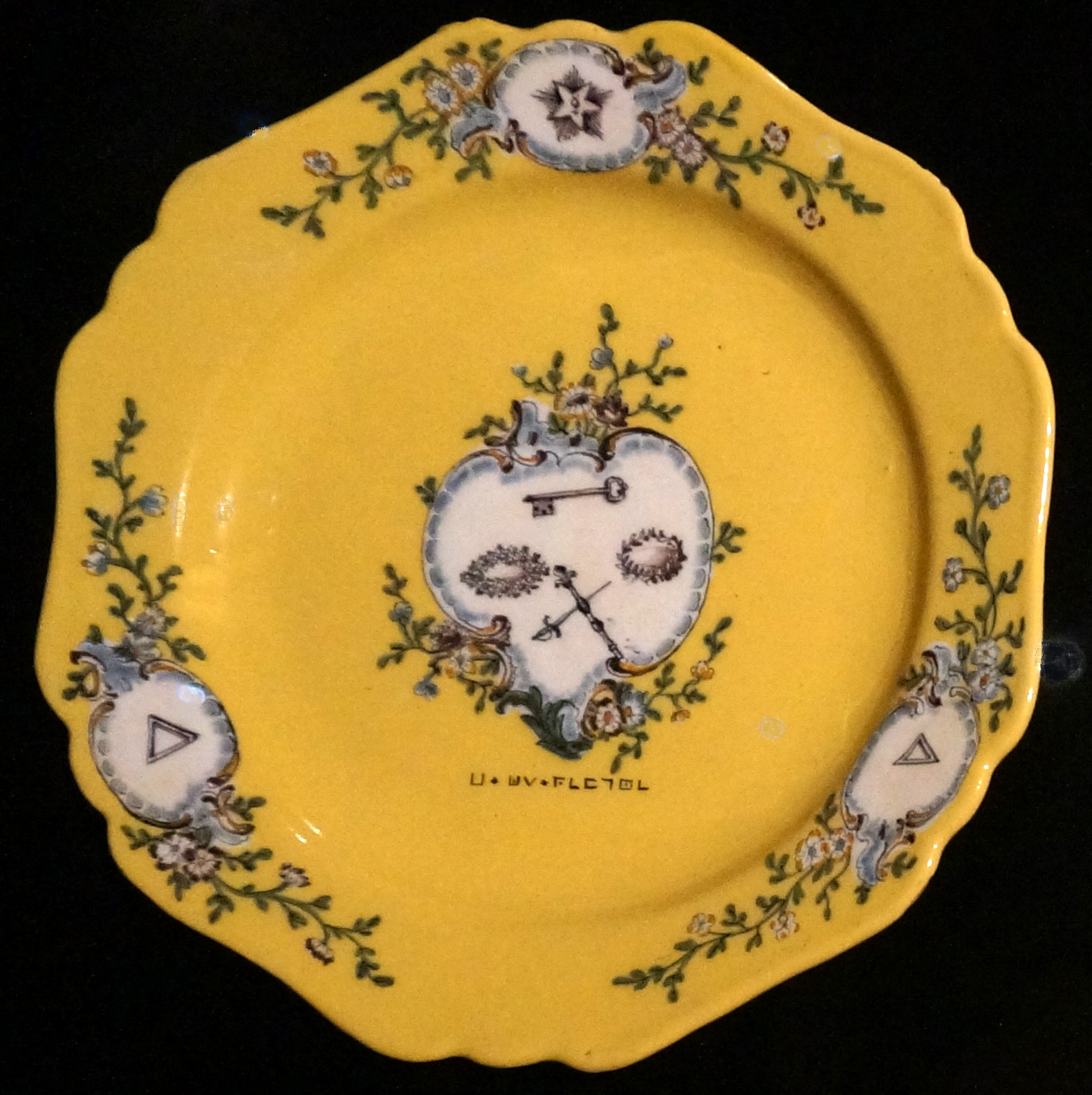
Жёлтая тарелка с масонскими символами